# Clytus vesparum
Clytus vesparum là một loài bọ cánh cứng trong họ Cerambycidae.